# 上意下達
上意下達（じょういかたつ）とは、組織や団体において、上位・上層の命令や言辞を下位・下層へと伝えて、意思の疎通を図る方法である。トップダウン (英：top-down) ともいう。対義語は下意上達（ボトムアップ）である。じょういげだつ、は誤読である。

## 概要
上意下達は、「（一）上位者が発給する文書によって行われる場合と、（ニ）上位者の直接的な言葉によって行われる場合、（三）更に仲介者を媒介として行われる場合」などがある。特に近代以前の社会では、上意下達を直接的に行わないことで、「その上位者の至高性・秘密性を保つために、文書や仲介者を介する上意下達が広く行われる傾向」にあった。文書や仲介者の発言は、上位者の発言と同一の意味をもつと考えられ、文書の発給者及び発言の仲介者は、その出自、身分や制度上の地位にかかわらず、必然的に高い次元の権力を保持するようになった。
近代の軍隊の指揮系統は上意下達を基本としている。

## 日本での歴史
日本の公文書においては、古くから符・牒などが用いられていた。しかし、後に複雑な手続を避けるようになり、下文や奉書などを作成して伝達する方式が用いられた。また、申次（奏者）と呼ばれる連絡役を置いて、上位者と下位者の介在させることも行われた。
近世では、豊臣秀吉が朱印状をもって諸大名への意思伝達の表明手段として、その具体的な内容を直接に記さず、石田三成で代表される奉行人の名前を記して（具体的には「猶石田治部少輔可申候也」と記して「朱印状の添付」がされ、指名された奉行人による奉書（この場合では、石田三成が該当する）により、具体的な内容が伝えられる方式が採られた（五奉行）。また全国平定の以前では、従属している大名を「取次」として未だに臣従していない大名との連絡役に当たらせ（例えば、徳川家康を取次として北条氏と交渉を行い、毛利輝元を取次として九州諸大名との交渉を行った）、全国平定後から、それを奉行人にと一元化した。奉行人は、単なる命令伝達者として存在するのではなく、「（一）大名が中央の意向を理解しつつ、その方針に忠実な行動を取るように監視・指導することや、（ニ）反対に政治的・軍事的困難に陥った大名を手助けして、中央に対する取り成しを行うこと」も重大な任務であった。
豊臣政権に代わった徳川家康の徳川幕府では、これまでの方針を徹底させ、将軍による朱印状・黒印状・御内書では、形式的な文言の記述に留められ、具体的な内容の全てを老中（年寄）作成の奉書で介するようになった。また老中は、豊臣政権における奉行人の職掌継承者であり、「大名の御用（将軍からの命令）・訴訟（将軍への申請）」などの全てを老中に通す形式で行われた。この方針は、後世になるほど徹底され、知行宛行や私的な贈物、謝礼などの例外を除いて、全てを老中の奉書をもって『上意』とした。もっとも老中の権限拡大により、老中自体の地位が高まって政治的な主体となる頃には、将軍と老中そのものに対する仲介者が必要となったが、側用人・御側御用取次を新たに設置して連絡者にあたらせた。しかし、国政の重要事項に関しては、依然として老中が直接取次の職務を担っており、その可否についてを側用人・御側御用取次が、「自身による取次が適切か否か」という判断のもとに決められていた傾向にある（老中には、その己に対して取次の役割における是非を判断する権限がなかった）。加えて側用人・御側御用取次には、「元から将軍の意向を代理する者」との役割があったため、老中が彼らに厚礼を表する意味で遠慮することも多かった。
一方、大名や御目見得以上の旗本には、「将軍へ直接に拝謁して言葉を賜ることが許されており、将軍から直接に言葉を受けることもあったが、それが必要最低限の内容だった」ことは、徳川家治による発言の控えとして作成された『御意之振』（德川記念財団所蔵）から判明している。もっとも、それらは公式の場においてのことであり、私的な場において将軍が発言することとは別とされている。